# Soudage laser des composites thermoplastiques
 (janvier 2013).
Si vous disposez d'ouvrages ou d'articles de référence ou si vous connaissez des sites web de qualité traitant du thème abordé ici, merci de compléter l'article en donnant les références utiles à sa vérifiabilité et en les liant à la section « Notes et références ».
 (mai 2024).
La mise en forme du texte ne suit pas les recommandations de Wikipédia : il faut le « wikifier ».
Les points d'amélioration suivants sont les cas les plus fréquents. Le détail des points à revoir est peut-être précisé sur la page de discussion.
- Les titres sont pré-formatés par le logiciel. Ils ne sont ni en capitales, ni en gras.
- Le texte ne doit pas être écrit en capitales (les noms de famille non plus), ni en gras, ni en italique, ni en « petit »…
- Le gras n'est utilisé que pour surligner le titre de l'article dans l'introduction, une seule fois.
- L'italique est rarement utilisé : mots en langue étrangère, titres d'œuvres, noms de bateaux, etc.
- Les citations ne sont pas en italique mais en corps de texte normal. Elles sont entourées par des guillemets français : « et ».
- Les listes à puces sont à éviter, des paragraphes rédigés étant largement préférés. Les tableaux sont à réserver à la présentation de données structurées (résultats, etc.).
- Les appels de note de bas de page (petits chiffres en exposant, introduits par l'outil «  Source ») sont à placer entre la fin de phrase et le point final[comme ça].
- Les liens internes (vers d'autres articles de Wikipédia) sont à choisir avec parcimonie. Créez des liens vers des articles approfondissant le sujet. Les termes génériques sans rapport avec le sujet sont à éviter, ainsi que les répétitions de liens vers un même terme.
- Les liens externes sont à placer uniquement dans une section « Liens externes », à la fin de l'article. Ces liens sont à choisir avec parcimonie suivant les règles définies. Si un lien sert de source à l'article, son insertion dans le texte est à faire par les notes de bas de page.
- La présentation des références doit suivre les conventions bibliographiques. Il est recommandé d'utiliser les modèles {{Ouvrage}}, {{Chapitre}}, {{Article}}, {{Lien web}} et/ou {{Bibliographie}}. Le mode d'édition visuel peut mettre en forme automatiquement les références.
- Insérer une infobox (cadre d'informations à droite) n'est pas obligatoire pour parachever la mise en page.

Pour une aide détaillée, merci de consulter Aide:Wikification.
Si vous pensez que ces points ont été résolus, vous pouvez retirer ce bandeau et améliorer la mise en forme d'un autre article.
Pour un article plus général, voir soudage laser.

## Matériaux composites
Les composites sont des matériaux hétérogènes. On appelle maintenant de façon courante matériaux composites des arrangements de fibres continues ou tricotés d’un matériau résistant (le renfort) qui sont noyées dans une matrice dont la résistance mécanique est beaucoup plus faible. Cette association leur confère à l’échelle macroscopique un ensemble de propriétés physiques, que chacun des constituants pris isolément ne possède pas. Ils ont fait leur apparition dans l'industrie il y a une cinquantaine d'années. Ils sont constitués de fibres (majoritairement des fibres de verre ou de carbone) et d'une matrice de polymère. Les fibres confèrent des propriétés mécaniques intéressantes (rigidité, résistance…) tandis que le polymère permet la transmission des efforts inter-fibres et la mise en forme. Il en existe deux grandes classes :
- Les matériaux composites à matrices thermodurcissables qui à l’issue de leur élaboration, sont des solides relativement rigides qui ne fondent pas et ne se ramollissent pas quand nous élevons leur température. Ils sont très répandus dans l'industrie automobile et nautique. Leurs matrices sont en polymères thermodurcissables.
- Les matériaux composites à matrices thermoplastiques, qui sont des solides qui se ramollissement à chaud et peuvent être déformés. Ils sont en plein essor, dans l'industrie aéronautique en particulier. La possibilité de fusion de la matrice ouvre de nombreuses perspectives de mise en œuvre pour les composites thermoplastiques.

## Soudage
Le soudage est une technique d’assemblage par fusion de la matière faisant intervenir un processus d’adhésion par inter diffusion moléculaire. C’est une technique largement utilisée dans l’industrie des thermoplastiques grâce à laquelle la tenue mécanique de la soudure peut approcher celle des matériaux initiaux.
Le processus de soudage de deux polymères peut se décomposer en cinq étapes :
- fusion des surfaces à souder ;
- « mouillage » des surfaces ;
- diffusion et enchevêtrement des macromolécules ;
- solidification des masses fondues.

L’étape de soudage entre deux plis de pré-imprégné est une étape déterminante pour le procédé. En effet, les propriétés mécaniques de la pièce finale dépendent fortement de la qualité des interfaces successivement formées. Pour optimiser le procédé de soudage laser ou infrarouge, les différents mécanismes mis en jeu lors de la formation de l’interface doivent être compris et maîtrisés.
Soudage par faisceau laser
En 1916, Albert Einstein définit les lois d’émission de photons (lumière) par stimulation (pompage optique) et émet le principe de l’émission stimulée qui ouvre la porte à une nouvelle technologie : le Laser « Light Amplification by Stimulated Emission of Radiation » soit en français l’amplification de lumière par émission stimulée de radiations. Le faisceau laser est une onde électromagnétique caractérisée par sa longueur d’onde, sa puissance ainsi que par sa section. 
Le procédé de soudage par rayonnement infrarouge consiste à faire un apport de chaleur (source radiative) au niveau de la zone que l'on souhaite assembler, afin de provoquer la fonte des matériaux, et permettre l'inter pénétration des macromolécules. Dans un premier temps des rayons vont frapper la surface, puis se propager au sein du matériau, jusqu'à la surface de contact. En même temps les surfaces à souder sont mises sous presse pour consolidation.